# Halbmännerwelt
Halbmännerwelt ist eine österreichische Tragikomödie aus dem Jahr 2021, in der zwei Freunde versuchen, eine Wasserkrise in ihrem Heimatort zu klären. Nach dem Kurzspielfilm Randgestalten im Jahr 2008 (Warnblinker-Film) handelt es sich bei Halbmännerwelt um den ersten abendfüllenden Spielfilm, der unter dem neuen Label „heimARTfilm“ entstand.
Der Film sollte ursprünglich am 3. April 2020 seine Uraufführung in Nöchling feiern, musste aber aufgrund der COVID-19-Pandemie abgesagt werden. Eine zweite organisierte Vorpremierentour, ab 23. Oktober 2020, fand erneut wegen besagter Gründe nicht statt.

## Handlung
Das Wollen kommt vor dem Scheitern. In dieser Welt scheinen die Freunde Richard und Severin zu leben. Da Richards Wunsch vom eigenen Bestattungsunternehmen platzt, muss er weiterhin das Essen für den Wirt Lois ausliefern.
Dem arbeitslosen Severin wird gegen seinen Willen die Leitung eines Sozialprojektes genehmigt. Hoffnungslos überfordert, sucht er bei Richard Hilfe.
Eine Wasserkrise bedroht unterdessen die Gesundheit im Ort Forsius, allerdings ergibt sich durch den vermissten Wasserobmann die Hoffnung, als Bestatter durchzustarten.

## Produktion
HeimARTfilm ist das neu gegründete Label von Karl Leopold Furtlehner. Wie bei Randgestalten spielt Josef Hader auch in diesem Film. 
Die Drehorte für den Film befanden sich in den niederösterreichischen Gemeinden Nöchling, Yspertal, Hofamt Priel, Persenbeug, Ybbs an der Donau, Emmersdorf, Mauer-Öhling sowie der oberösterreichischen Marktgemeinde St. Nikola.